# Königliche Kunst
Der Begriff Königliche Kunst (lat. ars regia, engl. royal art) steht heutzutage entweder für die Freimaurerei oder für die „praktische“ Alchemie.

## Etymologie
Platon bezeichnete mit dem Begriff Königliche Kunst (gr. basilikê technê) die Philosophie („Liebe zur Weisheit“).
In Anlehnung an das Verb „können“ bedeutete der Begriff „Kunst“ zunächst „Wissen, Weisheit, Kenntnis“, aber auch „Wissenschaft“ (siehe auch: Sieben Freie Künste). Dann wurde der Begriff ebenso im Sinne von „durch Übung erworbenes Können, Geschicklichkeit“ und „Fertigkeit“ verwendet.

## Alchemie
Elias Ashmole übersetzte während der 1650er Jahre alchemistische Bücher aus dem Lateinischen ins Englische. Aus seinen Tagebüchern ist bekannt, dass er am 16. Oktober 1646 Mitglied einer Freimaurerloge in Warrington (Lancashire) wurde.

## Freimaurerei
James Anderson bezeichnete mit dem Begriff royal art in seinem Konstitutionsbuch von 1723 an „vielen Stellen die Bauwissenschaft, als die edelste und vornehmste aller Künste.“
Diese Bauwissenschaft wird in der Freimaurerei als Kunst am Bau des Tempels der Humanität symbolisch auf den Menschen übertragen, der im Sinne des kategorischen Imperativs über Selbsterkenntnis (Erkenne dich selbst) und Selbsterziehung zur Nächsten- und Feindesliebe findet. Symbolisches Vorbild ist hierbei der Tempel Salomons, der sich in der Sage in einem Traum ein hörendes Herz wünschte, um auf das Recht zu hören. (1 Kön 3,9-13 )
„Die Freimaurerei als Lebenskunst kann ebenfalls als eine königliche Kunst bezeichnet werden; denn die Freimaurerei erkennt als ihr höchstes Gebot die Liebe, und dieses Gebot wird das königliche, d. h. das höchste, vorzüglichste genannt. Jak 2,8 : »So ihr das königliche Gesetz vollendet nach der Schrift: ‚Liebe deinen Nächsten wie dich selbst‘, so tut ihr wohl.« […]“
Mackey nimmt in seinem Lexicon of Freemasonry an, dass „die Maurerei eine königliche Kunst genannt wurde, nicht allein, weil sie ihre gegenwärtige Form aus den Händen Salomons, Königs von Israel, und Hirams, Königs von Tyrus, erhalten habe […], sondern namentlich wegen der Würde und Majestät der Grundsätze, die sie eingeprägt und die sie so hoch über alle andre Künste erhebt […].“
Die Kunst ist kommunikativ und vermittelt etwas. Sie unterscheide sich daher von der bloß angenehmen Kunst der Spiele, „die weiter kein Interesse bei sich führen, als die Zeit unvermerkt verlaufen zu machen. Schöne Kunst dagegen ist eine Vorstellungsart, die für sich selbst zweckmäßig ist, und obgleich ohne Zweck, dennoch die Kultur der Gemütskräfte zur geselligen Mitteilung befördert.“
Nach Johann Christian Gädicke besteht daher die Königliche Kunst darin, Menschen zum Guten zu verleiten und vom Bösen abzuhalten – ohne bei der Gesetzesgewalt Zuflucht suchen zu müssen und so auch zur baukünstlerischen Planung großer Gebäude (wie das des Tempels der Humanität). Diese symbolische Tempelarbeit wird von den drei Säulen der Weisheit, Stärke und der Schönheit getragen.
Hegels Ästhetik sieht in der Kunst die Erscheinung des Absoluten in Form der Anschauung, ihre Schönheit stehe dabei „zwischen dem Sinnlichen als solchem und dem reinen Gedanken.“
Durch ebendiese Schönheit werde nach Friedrich Schiller der „sinnliche Mensch zur Form und zum Denken geleitet“ und der „geistige Mensch zur Materie zurückgeführt und der Sinnenwelt wiedergegeben.“ Der Schutz der Logen der Freimaurerei ermöglicht dabei jedem einzelnen Mitglied „König“ über seine Gedanken zu sein, d. h. ihm wird ausdrücklich Gedankenfreiheit gewährt – ein Recht, das lange Zeit ausschließlich ein Privileg der Herrschenden war. Gegen diese vermeintliche Exklusivität der Gedankenfreiheit wendet sich besonders Johann Gottfried Herder in seinen Briefen Schriften zur Ästhetik als Sprachrohr der Aufklärung.
Die Philosophie, die Religion sowie die (Königliche) Kunst haben die grundsätzliche gemeinsame Aufgabe der Weltorientierung, Existenzerhellung und Metaphysik. Während die Philosophie vom Sinnlichen ausgeht und diese wissenschaftlich über die Vernunft zu erfassen sucht, erfüllt die Kunst diese Aufgabe über das Sinnliche. Die Wahrheit der Philosophie liegt in der Schlüssigkeit vernünftiger Argumente, das Wahre der Kunst hingegen in  der Vollkommenheit ihrer Darstellung. Der Kunst geht es um die Schönheit des Werkes, während das Ziel der Philosophie in der Allgemeingültigkeit der Theorie liegt und nicht daran interessiert ist, schön zu sein.